# Idol o Sagase!
Idol o Sagase! ou Idol wo Sagase! (アイドルをさがせ!) est une émission de télévision japonaise, émission de variétés hebdomadaire de 30 minutes diffusée de janvier 1999 à mars 2002 sur la chaine TV Tokyo. 
C'est la première émission régulière consacrée aux idoles japonaises de ce qui allait devenir le Hello! Project (H!P). Elle est présentée par des duos de membres du H!P: d'abord par Michiyo Heike (soliste) et Yūko Nakazawa (des Morning Musume) pendant toute l'année 1999, puis par Kaori Iida (des Morning Musume) et Rinne (Toda) (des Country Musume) jusqu'en mars 2001, et enfin par Yūko Nakazawa et Atsuko Inaba (ex-Taiyō to Ciscomoon/T&C Bomber) pendant la dernière année. L'émission présente les débuts et les clips des artistes du H!P, notamment la création du groupe Country Musume puis le décès d'un de ses membres, Hiromi Yanagihara, en 1999. Elle propose aussi des interviews, des jeux, et des mini-drama fantaisistes: Cyborg Shibata et Captain Shibata avec Ayumi Shibata des Melon Kinenbi, et Aya no DNA avec Aya Matsūra, qui sortiront en vidéo, de même que des compilations de séquences de l'émission.

## Produits dérivés
VHS
- Idol o Sagase! History Part 1 (2002)
- Idol o Sagase! History Part 2 (2002)
- Idol o Sagase! History Part 3 (2002)
- Idol o Sagase! History Part 4 (2002)
- Idol o Sagase! History Part 5 (2002)
- Idol o Sagase! History Part 6 (2002)

DVD
- Idol o Sagase! History (2002)
- Idol o Sagase! History 2 (2002)
- Idol o Sagase! History 3  (2002)
- Idol o Sagase! Collection Vol.1 (2002)
- Idol o Sagase! Collection Vol.2 (2002)
- Aya no DNA (2003)
- Cyborg Shibata (2004)

Livre
- Idol o Sagase! Kouchiki BOOK (2001)